# Маленька крамничка жахів (фільм, 1960)
«Маленька крамничка жахів», «Крамничка жахів» (англ. The Little Shop of Horrors) — американська комедія чорного гумору 1960 року режисера Роджера Кормана.

## Зміст
Дія фільму починається в квітковій крамниці. Небагатий флорист Ґревіс Мушнік разом з молодою дівчиною Одрі Фулкард намагається продавати свої рослини, але майже не отримує заробітку. Його помічник — хлопець на ім'я Сеймур Крелбойн — не вміє поводитися з квітами і веде себе вкрай незграбно, постійно повторюючи «Я не хотів!» після кожной помилки. Після того, як він псує квіти, які замовив один з постійних клієнтів і місцевий стоматолог доктор Фібус Фарб, Мушнік звільняє його. Сеймур у розпачі намагається втриматися на роботі і пропонує принести до крамниці дивну рослину, яку ростив спеціально для Мушніка; його підтримує один з покупців, який каже, що квіткові крамниці з дивними рослинами стають більш прибутковими.
Збігавши додому, де він живе зі своєю матір'ю-алкоголічкою, Сеймур приносить до крамниці дивну, але дуже малу і кволу рослину, що нагадує мухоловку, посаджену в кавову банку. Він поки що сам цілком не знає, що це за рослина, бо купив насіння у продавця, який сам отримав його помилково, але придумав їй ім'я — «Одрі-молодша». Не вражений тим, що він бачить, Мушнік дає Сеймуру і його рослині тиждень на те, щоб заманити більше покупців. Сеймур погоджується і залишається в крамниці на ніч. Намагаючись полити рослину, він знову проявляє незграбність і ранить палець об колючки рослини в сусідньому горщику. Краплі крові падають в розкриту пастку і та зачиняється. Сеймур розуміє, що рослина хижа і живиться кров'ю, до того ж, ще і розуміє людьску мову. Він дає їй ще трохи крові, проколовши пальці шпилькою.
Наступного ранку Сеймур приходить в крамницю з забинтованими пальцями і бачить, що квітка в кавовій банці виросла, ставши досить великою, і що на ній з'явились бутони. Це приваблює відвідувачів, які захотіли подивитися на незвичайну рослину і купити ще квітів. Містер Мушнік в захваті, підвищує своєму помічнику ставку і навіть називає його «сином». Але після нетривалого часу рослина начебто б засихає і настрій Мушніка знову псується. Сеймур клянеться, що поверне їй колишній вигляд і знову залишається на ніч у крамничці. Того ж вечора, Мушнік і Одрі вечеряють у ресторані і Мушнік розуміє, що забув гроші у касі. Тим часом, пастка Одрі-молодшої знову розкривається і цього разу вона говорить до Сеймура «Годуй мене». Той у сум'ятті йде на нічну прогулянку і ненароком вбиває п'яного чоловіка, зіштовхнувши його на залізничну колію. Від безвиході він кладе залишки трупа в мішок і приносить до крамнички. Розуміючи, що рослина реагує на його мішок, він спочатку вичавлює у її пастку кров з частин трупа, а потім дає їй їх з'їсти. Мушнік, який як раз зайшов до крамниці по гроші, все бачить, повертається до ресторана і замовляє всі алкогольні напої у меню.
Наступного ранку Мушнік повертається до крамниці з наміром викликати поліцію, але бачить, що квітка стала ще більшою, а покупців ще побільшало. Він веде Сеймура у підсобку і розпитує його щодо рослини. Сеймур відповідає, що Одрі-молодша є гібридом мухоловки і товстянки, що венерина мухоловка ість тільки тричі за своє життя і що один чи два рази вона вже їла. Сеймур жаліється на зубний біль і йде до доктора Фарба, а Мушнік, побачивши яка Одрі щаслива від успіху крамниці, вирішує не повідомляти нічого поліції. Злопам'ятний доктор Фарб впізнає Сеймура і пригадує, як той зіпсував його замовлення. Переконаний в тому, що Фарб хоче його вбити, Сеймур зізстрибує з крісла и починає відбиватись від Фарба, але ненавмисно заколює його до смерті його ж інструментами. Після цього до кабінету приходить дивний пацієнт, який наполягає на негайному лікуванні і Сеймуру доводиться видати з себе стоматолога. На щастя для Сеймура, пацієнт виявляється мазохістом, тому навіть радіє коли Сеймур вириває йому кілька зубів. Вночі Сеймур приносить тіло доктора Фарба і годує їм рослину, яка стала достатньо великою для того, щоб їсти людей цілком.
Наступного ранку рослина стала ще більшою, Одрі проявляє інтерес до Сеймура і цілує його, а Мушнік одразу розуміє, що сталося минулої ночі. Ігноруючи питання нажаханого Мушніка, Сеймур запрошує Одрі на побачення. Двоє поліціянтів, сержант Джо Фінк і офіцер Френк Стулі, починають цікавитись зникненнями двох людей за останні два дні, приходять до магазину і розпитують Мушнка про Фарба і про алкоголіка, якого Сеймур першим згодував рослині. Мушнік знову тягне Сеймура до підсобки і каже, що ситуація для нього вже стала нестерпною. Сеймур бреше, що вночі рослина їла тільки комах, що він вже годував її три рази і що вона більше не їстиме, на що Мушнік відповідає, що раз Сеймур веде Одрі на побачення, він сам залишиться на ніч наглядати за рослиною. До магазину завітує Гортенс Фехтвенґер, представниця Південнокаліфорнійскої Спільноти Наглядачів за Квітами, яка вражена Одрі-молошою і номінує Сеймура на їхній щорічний приз. На питання коли відкриються бутони, Сеймур каже, що рослина має розквітнути на заході сонця через два дні. Гортенс обіцяє вручити йому винагороду у той вечір. Ввечері, поки Сеймур і Одрі вечеряють у матері Сеймура, Мушнік чує, як рослина просить їсти, але лається на неї і видмовляється її годувати. Але раптом до магазину проникає озброєний грабіжник, переконаний у тому, що Мушнік заробляє більше, ніж є у нього в касі. Коли Мушнік бреше йому, що сховав гроші у Одрі-молодший, грабіжник залазить у її пастку і рослина моментально його з'їдає.
Наступного ранку у Сеймура знову є плани на побачення з Одрі, але Мушнік змушує його залишитись з рослиною на ніч і не вірить, що вона більше не їстиме. Він також вирішує, що після отримання Сеймуром призу, вони одразу ж її позбудуться. Одрі не засмучується і пропонує влашувати пікнік у крамниці. Цього ж вечора у крамниці вони зізнаються одне одному у коханні, але зненацька Одрі-молодша знову починає просити їсти. Не бажаючи розповідати всю правду Одрі, Сеймур вдає, що це він це каже. Одрі обурюється неадекватною на її погляд поведінкою Сеймура і йде. Сеймур лається на рослину, але раптом вона гіпнотизує його. У гіпнотичному трансі він йде на вулицю, каменем оглушує повію і приносить її до магазину.
Наступного вечора Мушнік організовує церемонію для Сеймура і не впускає до магазину нікого окрім кількох постійних клієнтів, Сеймура, Одрі, мами Сеймура та Гортенс. Поліціянти Фінк і Стулі, все ще у пошуку невідомого вбивці, теж приходять на церемонію. Сонце заходить і чотири бутони Одрі-молодшої починають розпускатись. На загальний жах, на квітках з'явлюяться обличчя людей, яких з'їла рослина — алкоголіка, доктора Фарба, грабіжника і повії. Гортенс і мама Сеймура непритомніють, Сеймур одразу тікає, а Фінк, Стулі і Мушнік кидаються за ним. Після тривалої гонитви, Сеймуру вдається відірватись від переслідувачів і він повертається до крамниці, де Одрі-молодша, гучніше ніж будь-коли, знову вимагає їжі. У відчаї, Сеймур бере ніж і заходить у пастку рослини з наміром вбити її зсередини.
Мама Сеймура, Одрі, Мушнік і поліціянти повертаються до крамниці, де бачать, що рослина почала в'янути, але на ній з'явився п'ятий, ще не розкритий, бутон. Зненацька, бутон розкривається і на новій квітці з'являється обличчя Сеймура. Сказавши в останній раз «Я не хотів!», Сеймур-квітка в'яне.

## У ролях
| Актор         | Роль            |
| ------------- | --------------- |
| Джонатан Хейз | Сеймур Крелбойн |
| Мел Уеллес    | Ґревіс Мушнік   |
| Джекі Джозеф  | Одрі Фулкард    |

## Цікаві факти
- Фільм, за чутками, був знятий за рекордні два дні за 30 000 доларів США.
- У 1982 році відбулась прем'єра мюзікла за мотивом фільму, який у свою чергу був адаптований у кіно у 1986 році.
- Джек Ніколсон, який знімався у режисера з 1958 року, грає у фільмі епізодичну роль мазохіста-пацієнта у стоматолога.
- Сценарист фільму Чарльз Гріффіт не тільки знявся в ролі грабіжника, але і сам озвучив квітку.